# 항공우편

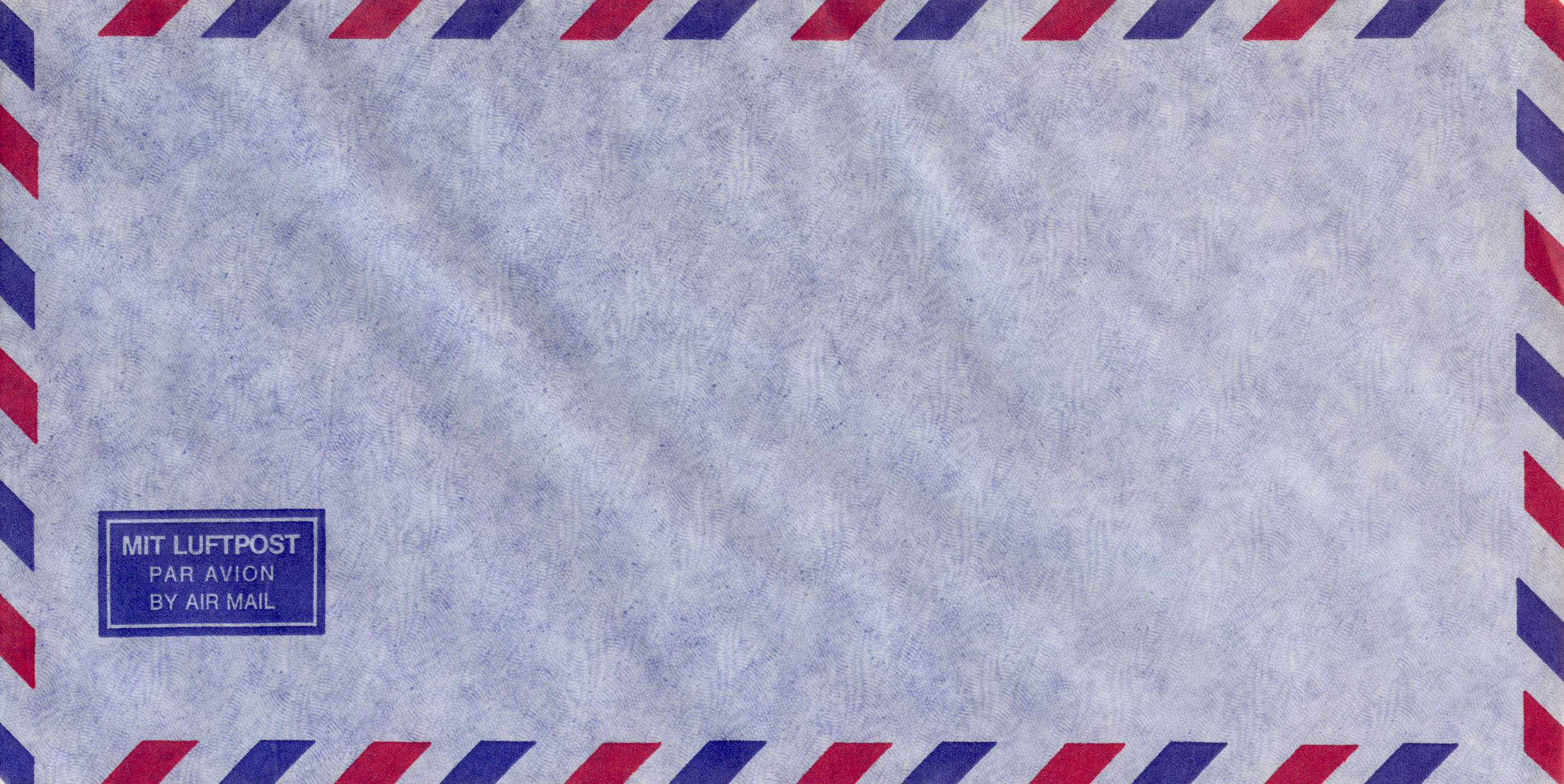
항공 우편

항공우편(航空郵便, airmail)은 항공기로 전달하는 우편물을 가리킨다. 비행우편 또는 항공편(航空便)으로도 부른다. 육해상 우편보다 훨씬 빠르게 전달한다는 장점이 있지만 상대적으로 보내는 비용이 더 들어간다는 단점도 갖고 있다. 항공우편은 편지가 선박을 통해 이따금씩은 여러 주에 걸쳐 기다릴 수 없는 경우에 유일한 선택 사항이 된다.
2006년 6월에 미국 우편 공사(USPS)는 포니 익스프레스와 함께 항공우편의 영어 낱말 에어 메일(Air Mail, 맨 앞은 대문자)이라는 이름을 공식 상표화하였다. 2007년 5월 14일에 에어 메일 상표는 일등급(First Class Mail International) 분류로 통합되었다.

## 같이 보기
- 항공서간
- 우편